# Max Dashu
Maxine Hammond Dashu (1950), conocida profesionalmente como Max Dashu, es una artista, académica, historiadora del arte, conservadora de museo, escritora, y feminista estadounidense. Sus áreas de especialización incluyen las culturas femeninas, iconografía femenina, matriarcado y los orígenes del patriarcado.
En 1970 fundó el "Archivo de Historias Suprimidas" para investigar y documentar la historia de las mujeres; y, hacer visible y accesible todo el espectro de la historia y cultura de las mujeres. La colección incluye 15.000 diapositivas; y, 30.000 imágenes digitales. Desde principios de la década de 1970 ha realizado presentaciones visuales sobre la historia de las mujeres, en América del Norte, Europa y Australia.
Es la autora de "Witches and Pagans: Women in European Folk Religion, 700–1100" ("Brujas y paganas: mujeres en la religión popular europea, 700–1100") (2016), su primer volumen de una serie planeada de 16 v. llamada "Secret History of the Witches" ("Historia secreta de las brujas")

## Biografía
Creció en West Chicago (Illinois). En 1968, obtuvo una beca completa para asistir a la Universidad Harvard, donde comenzaría sus investigaciones en historia de las mujeres. Al enfrentarse a la "resistencia arraigada" de una erudición feminista, optó por abandonar la universidad para convertirse en académica independiente. Después de fundar los Archivos de Historias Suprimidas, en 1970, comenzó a presentar sobre la historia de las mujeres en 1973, compartiendo diapositivas de su investigación en librerías feministas, cafés y centros de mujeres. Las presentaciones de diapositivas de Dashu ofrecían una historia visual en un momento en que la historia y el arte de las lesbianas no eran fácilmente accesibles.
En 1976 estuvo involucrada en el Comité de defensa de Inez García. A principios de la década de 1980, trabajó en la "Household Workers' Rights organization" (Organización de los Derechos de las Trabajadoras del Hogar), un proyecto gremial WAGE establecido en 1979 para mujeres trabajadoras.

## Carrera

### Como historiadora
Sus décadas de trabajo, se han centrado en la historia de las mujeres de todo el mundo, incluidas Europa, Asia y África. Sus áreas de atención, han incluido a mujeres chamanes, sacerdotisas, brujas; y, juicios de brujas, religión popular y tradiciones paganas europeas. Su trabajo ha citado evidencia en apoyo de los matrimonios igualitarios, y es autora de una crítica a Cynthia Eller, con su libro The Myth of Matriarchal Prehistory (El Mito de la Prehistoria Matriarcal) (2000). Su artículo " "Knocking Down Straw Dolls: A Critique of Cynthia Eller's The Myth of Matriarchal Prehistory" (Derribando muñecas de paja: una crítica de Cynthia Eller, "El mito de la prehistoria matriarcal") se publicó en la revista "Feminist Theology" (Teología feminista) en 2005. Dashu también ha publicado, en la antología de 2011, "Goddesses in World Culture" ("Diosas en la cultura mundial"), editado por Patricia Monaghan.
En 2016, publicó "Witches and Pagans: Women in European Folk Religion, 700-1100" ("Brujas y paganas: mujeres en la religión popular europea, 700-1100"). El trabajo es el primer volumen de una serie de 16 partes titulada "Secret History of the Witches" ("Historia secreta de las brujas"). La serie explora la historia cultural, con la supresión de las mujeres en Europa, abarcando 2000 años. El siguiente volumen, bajo el título "Pythias, Melissae & Pharmakides", se enfocará sobre la Grecia Antigua.
Al presentar materiales de los "Archivos de Historias Suprimidas", Dashu ha dado charlas en cientos de universidades, conferencias y festivales por todo el mundo. Además de imágenes y artículos, disponible en su sitio web; y, también ofrece cursos en línea sobre historia de las mujeres a través de la transmisión por Internet (vía webcast).
Se desempeñó como consultora histórica para el documental de 1975 de Donna Deitch: "Woman to Woman"; y para el mural, de 1994, en la ciudad de San Francisco Edificio de las Mujeres.

### Como artista
Dashu realiza pinturas feministas, carteles, y estampados. Su arte se ha presentado en Witch Dream Comix (Sueño de Bruja Comix), de 1975; en la antología She Is Everywhere!: An Anthology of Writing in Womanist/Feminist Spirituality (¡Ella está en todas partes!: Una antología de la escritura, en espiritualidad feminista/feminista) de 2005, Sinister Wisdom (Sabiduría Siniestra), Tarot Hijas de la Luna, y en libros de Judy Grahn, Diane Stein, y Martha Shelley, así como otras publicaciones feministas, lesbianas, y no religiosas. También proporcionó las ilustraciones para su libro "Witches and Pagans" ("Brujas y paganas"). y utiliza sus propias ilustraciones para recrear los artefactos incompletos o dañados que se muestran en sus presentaciones.

### En radio
De 1980 a 1983, coprodujo el programa de radio semanal A World Wind (Viento Mundial) con Chana Wilson en KPFA en Berkeley, California. El programa contó con música internacional femenina, noticias y cultura. Y, en 1981, Dashu produjo el programa de historia de la mujer Flashes from Our Past (Destellos de nuestro pasado).

## Obra